# Народный (универсам)
Универсам «Народный» — универсам в Санкт-Петербурге, прославившийся дешёвой продукцией. Неоднократно попадал в поле зрения прессы из-за подозрений в торговле пищевыми продуктами ненадлежащего качества и различных инцидентов вблизи магазина. Универсам популярен среди пенсионеров, стеснённых в средствах, благодаря своей дешёвой продукции. Несмотря на многочисленные скандалы, универсам занимает первое место по выручке в Петербурге, получая доходы в основном за счёт пенсионеров.

## Местоположение
Торговый комплекс располагается в типовом здании 1980-х гг. постройки в Красногвардейском районе Санкт-Петербурга на проспекте Косыгина, д. 21 к. 1, между проспектами Наставников и Индустриальным.

## Собственники
Собственник помещений — ООО «Ладожское», однако торговая деятельность осуществляется многочисленными другими юридическими лицами.

## История
Утверждается, что универсам на этом месте возник ещё в 1987 году, а торговая марка «Народный» зарегистрирована в 1990 году.

### Инциденты
Ноябрь 2005 г.Сотрудники ОБЭП изъяли в магазине партию рыбы в связи с ненадлежащими условиями хранения в отделах.
11 февраля 2008 г.Массовая драка около магазина. По сообщению Фонтанка.ру, инцидент произошёл между группой таджиков и охранниками магазина, которым не понравилось, что те стали там собираться. Был госпитализирован один гражданин Таджикистана.
26 июня 2012 г.В универсам пришли активисты движения «Хрюши против» и попытались устроить акцию, однако были избиты лицами кавказской принадлежности с выкриками «Бей русских свиней», «Русским здесь не место», «Вам здесь не жить» Проверки проводились как в адрес магазина, так и в отношении законности самой акции В результате выявления систематических санитарных нарушений, правил работы с отходами производства, потребления и миграционного-трудового законодательства магазин был оцеплен ОМОНом и принудительно закрыт на 15 суток.
12 декабря 2012 года.Пенсионерка купила рыбу, обглоданную предположительно крысами. Сначала сотрудники отказались брать на себя ответственность за продукт, однако после того, как инцидент получил огласку в СМИ, сотрудники пригрозили пенсионерке ответственностью за клевету. Однако в результате сотрудники магазина вернули деньги пенсионерке.
31 октября 2017 года.Больше 30 сотрудников торгового комплекса «Народный» в Петербурге попали в больницу из-за вспышки тяжелой кишечной инфекции. Все заболевшие  – граждане Таджикистана и Узбекистана. Большинство из них указали ложные адреса временного пребывания в Петербурге. Со стороны администрации торгового комплекса «Народный» должностным лицам управления оказывалось противодействие, в связи с чем санитарно-эпидемиологическое расследование проводится при силовой поддержке правоохранительных органов.